# 60000 Miminko
60000 Miminko este un asteroid din centura principală, descoperit pe 2 octombrie 1999, de Lenka Šarounová.